# Sorosporella agrotidis
Sorosporella agrotidis är en svampart som beskrevs av Sorokin 1888. Sorosporella agrotidis ingår i släktet Sorosporella, ordningen köttkärnsvampar, klassen Sordariomycetes, divisionen sporsäcksvampar och riket svampar.   Inga underarter finns listade i Catalogue of Life.